# Moto Guzzi V 12-serie

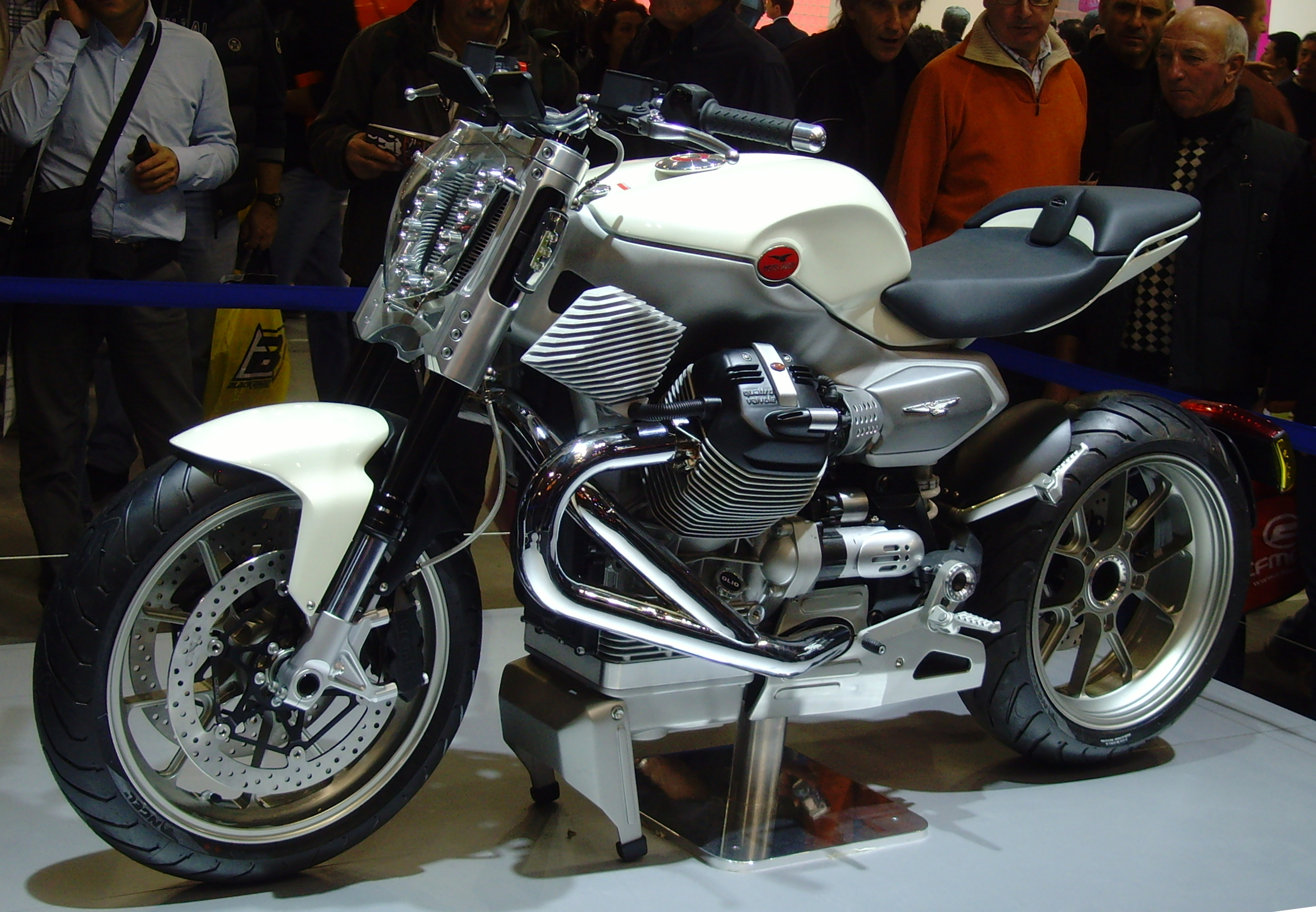
V12 Strada

De Moto Guzzi V12-serie bestond uit een aantal studiemodellen die tijdens de EICMA motorshow van Milaan (eind 2009) aan het publiek werden voorgesteld. Alle modellen waren voorzien van de 1151,1 cc V-twin met vier kleppen per cilinder. Ze waren ontworpen door Pierre Terblanche. Het ontwerp was minimalistisch, alle overbodige onderdelen ontbraken. Geen enkel model had bijvoorbeeld bagagemogelijkheden. Ze hadden allemaal Ledverlichting en spiegels ontbraken; de bestuurder kon het achteropkomend verkeer observeren via een camera en een display. Het achterwiel was opgehangen aan het al jaren gebruikte CARC-systeem en omdat de uitlaat onder het motorblok lag was het aan de linkerkant helemaal zichtbaar. Een klein spatbordje was aan de cardanaandrijving bevestigd. De vering (vóór een Upside Down-voorvork en achter een monoveer) werd verzorgd door Öhlins. 

## V12 LM
De V12 LM was het sportmodel, de naam verwees dan ook naar de Moto Guzzi Le Mans. Daarom was er een eenpersoons zadel aangebracht. 

## V12 Strada
Dit was een tweepersoons model met een wat hoger stuur dan de "LM". De voetsteunen voor de duopassagier waren via een linksysteem opgehangen aan de achterwielophanging.

## V12 X
Dit model zat tussen de "LM" en de "Strada" in en had wel iets van een supermotard. Hij was eenpersoons, maar het stuur was hoog, vergelijkbaar met de "Strada". 